# Kajeri
Kajeri – gaun wikas samiti w zachodniej części Nepalu w strefie Rapti w dystrykcie Salyan. Według nepalskiego spisu powszechnego z 2011 roku liczył on 1065 gospodarstw domowych i 5314 mieszkańców (2851 kobiet i 2463 mężczyzn).